# ليونارد ميزون
ليونارد ميزون (بالإنجليزية: Leonard Maison)‏ (و. – م) هو سياسي من الولايات المتحدة الأمريكية .
وهو عضو في الحزب الديمقراطي الأمريكي .